# Prionolabis liponeura
Prionolabis liponeura là một loài ruồi trong họ Limoniidae. Chúng phân bố ở miền Cổ bắc.